# Юрій (Булгак)
Юрій Булга́к гербу Сирокомля (світське ім'я Ігнатій, пол. Jerzy (Ignacy) Bułhak herbu Syrokomla; 16 (чи 10) квітня 1699, Слонімський повіт, Велике князівство Литовське, нині Білорусь ― 12 березня (або 10 травня) 1769, Храпин, нині Вараський район Рівненської області) ― василіянин, архимандрит Лещинський і Супрасльський, єпископ Пінський і Турівський Руської Унійної Церкви.

## Життєпис

### Навчання та діяльність у Василіянському Чині
Син шляхтича Владислава Булгака гербу Сирокомля. Родина Юрія Булгака правдоподібно була татарського походження, а осівши на Білій Русі, отримала шляхетство і прийняла латинський обряд. В 1713 р. Юрій вступив до Василіянського Чину. Початкові студії відбув у Жировицькому монастирі, а богослов'я розпочав у єзуїтській колегії в Оломоуці (1720―1721), а продовжив у Папській Урбаніанській колегії Пропаганди Віри в Римі (прибув на студії 17 вересня 1721, завершив 2 квітня 1725). Колегію закінчив з двома докторатами: з філософії та богослов'я. Під час навчання в Римі в серпні 1723 отримав священиче рукоположення. Був деякий час генеральним прокуратором Василіянського Чину в Римі. По повороті на Батьківщину, навчав у василіянських школах риторики і поезії, був префектом і виконував обов'язок проповідника, потім був генеральним аудитором Митрополичої курії Льва II Кишки, а від 1726 особистим секретарем Корнилія Столповицького-Лебецького ― протоархимандрита, а з 1729 р. ― єпископа Володимирсько-Берестейського. Був надзвичайно активним, вченим, володів кількома мовами. По смерті єпископа Корнилія Столповицього-Лебецького (22 січня 1730), замешкав у Супраслі.

### Єпископ

Сирокомля — герб роду Булгаків

З волі короля і за згодою варшавського нунція, в березні 1730 отримав номінацію на Пінсько-Турівську єпархію. 3 вересня 1730 в Новогрудку митрополит Атанасій Шептицький уділив йому єпископських свячень і цього ж дня Булгак взяв участь в генеральній капітулі Василіянського Чину в Новогрудку. Зоставивши в Пінську адміністратора, сам замешкав у єпископському маєтку в Храпині. 22 січня 1733 обраний Супрасльським архимандритом. Його урядування в Супраслі належить до найкращих періодів в історії монастиря і друкарні. В 1743 отримав Лещинську архимандрію, але в 1748 віддав її Кипріянові Булгакові. Сам будучи великим прихильником ідеї, щоб єпископи могли переноситися з катедри на катедру, по смерті Атанасія Шептицького (11/12 грудня 1746) старався перед нунцієм про номінацію на Львівську єпархію, а знову в 1756 по смерті Теодосія Годебського старався про отримання Володимирської єпархії. Коли митрополит Флоріян Гребницький іменував Юрія Булгака адміністратором Володимирсько-Берестейської єпархії (адже згідно з рішенням Замойського синоду 1720 р. єпархією Володимира мав би адмініструвати єпарх Пінська) і в надії, що стане там єпархом, потрапив у конфлікт із дійсним претендентом на цю єпархію Пилипом Володковичем; конфлікт цей нунціатура у Варшаві вирішила не на його користь. В 1758 р. взяв собі на помічника Антіна Струся-Млодовського і йому два роки по тому передав в управління Супрасльську архимандрію, а по переведенню Млодовського на помічника до митрополита Володковича в квітні 1766 взяв собі нового помічника Ґедеона Горбацького.
В травні 1759 р. провів у Пінську канонічний процес про чуда Андрія Боболі.
Помер 12 березня 1769 в Храпині, а похований в Битенському василіянському монастирі. Його похорон описав віршем василіянин Никодим Гринєвич.

### Твори
Власним коштом видав у Львові 1735 р. «Missa S. Joannis Chrysostomi… ex slavonico idiomate in latinum translata», а в Супраслі 1743 р. — «Biblia ruska». По ньому залишилось багато листів, меморіалів, візитаційних актів та власноручно списаний «Щоденник чинностей» (від 1729 до 1738).

### Характеристика
Мав сильний характер, темпераментний, не давав себе нічим залякати, здібний, надзвичайно працьовитий і рухливий, при цьому також доволі амбітний, не любив надмірно затруднятися.